# Toshinari Suwa
Toshinari Suwa (諏訪利成, Suwa Toshinari ; Isesaki, 29 januari 1977) is een Japanse langeafstandsloper, die gespecialiseerd is in de marathon.

## Loopbaan
Suwa finishte op de Olympische Spelen van 2004 in Athene op een zesde plaats in de marathon. Deze klassering behaalde hij ook op de wereldkampioenschappen van 2007 in Osaka.

## Persoonlijke records
Baan
| Onderdeel | Prestatie | Datum           | Plaats   |
| --------- | --------- | --------------- | -------- |
| 5000 m    | 13.50,8   | 13 april 2003   | Yokohama |
| 10.000 m  | 28.15,45  | 1 december 1999 | Hachioji |

Weg
| Onderdeel      | Prestatie | Datum           | Plaats     |
| -------------- | --------- | --------------- | ---------- |
| 10 km          | 29.53     | 21 mei 2006     | Manchester |
| 10 Eng. mijl   | 46.55     | 9 februari 2003 | Karatsu    |
| halve marathon | 1:03.00   | 6 juli 2003     | Sapporo    |
| marathon       | 2:07.55   | 7 december 2003 | Fukuoka    |

## Palmares

### halve marathon
- 2003: 32e WK - 1:04.18

### marathon
- 2001:  marathon van Nagano - 2:16.18
- 2002: 4e marathon van Otsu - 2:09.10
- 2003: 10e marathon van Lake Biwa - 2:11.47
- 2003:  marathon van Fukuoka - 2:07.55
- 2004: 6e OS - 2:13.24
- 2005: 7e Londen Marathon - 2:10.23
- 2006: 4e marathon van Fukuoka - 2:08.52
- 2007: 7e WK - 2:18.35
- 2008: 4e marathon van Tokio - 2:09.16
- 2008: 8e marathon van Berlijn - 2:13.04
- 2010: 10e marathon van Beppu Oita - 2:13.17
- 2010: 13e marathon van Fukuoka - 2:19.35